# Maribel Lacave
Maribel Lacave Bautista (Las Palmas de Gran Canaria, 23 de mayo de 1951) es una poeta, narradora y ensayista española.

## Trayectoria
De formación graduada social, ha estado vinculada al movimiento por la independencia del Sáhara.
Como escritora, se dio a conocer en revistas literarias españolas. Fue colaboradora habitual en revistas como Sansofé y El Puntal. Es miembro del Centro de la Cultura Popular Canaria. Realizó el programa de cultura popular San Borondón en Radiocadena Española y colaboró en la organización de las Muestras de Cultura Popular y de varias ediciones del Festival ESPAL (Encuentro de Solidaridad con los Pueblos de África y América Latina).
Su obra ha sido traducida al portugués, árabe, italiano, inglés y mapuzungun. Algunos de sus poemas han sido musicalizados por cantautores españoles, latinoamericanos y africanos.
Reside en el archipiélago de Chiloé, en el sur de Chile desde 1998.

## Obra
- 1984 – Con toda la mar en los bolsillos, Editorial Centro de la Cultura Popular Canaria (CCPC), Tenerife.
- 1988 – Donde solo media luna, Ed. CCPC, Tenerife.
- 2001 – Sin fronteras, Ed. CCPC, Tenerife.
- 2002 – Dos para un tango, con Constantin Contreras. ISBN 956-291-204-3.
- 2004 – Como florece el dafne en el invierno, Edición Ayto. Santa Lucía de Tirajana, Gran Canaria, ISBN: 978-84-606-3556-7.
- 2005 – Cuentos de la abuela majareta, Literatura Infantil (Cuentos y poemas), Ed. CCPC, Tenerife, ISBN: 978-84-7926-513-7.
- 2007 – Los canarios del lago Budi (ensayo), Ediciones Idea, Tenerife, ISBN: 978-84-96740-84-6.
- 2008 – Los mundos de Gali (Literetura infantil), Ed. CCPC,Tenerife, ISBN:  978-84-7926-580-9.
- 2011 – Isla Truk, con María Jesús Alvarado, Ed. Juan Ramón Tramundt, ISBN: 978-84-614-8305-1.
- 2012 – Mestizada. Susurros para Paula, Edi. CCPC, Tenerife, ISBN: 978-84-7926-625-7.
- 2014 – Insulares (Cuentos al Alimón), con Constantin Contreras, Ed. Mercurio, ISBN: 978-84-942934-4-3.[5]
- 2018 – Mujerío poético, Ed. María Jesús Alvarado, ISBN: 978-84-09-01638-9.[6]

## Reconocimientos
En 2004, Lacave recibió el Premio de Poesía Juan Alvarado que concede el Ayuntamiento de Santa Lucía de Tirajana (Gran Canaria), con el fin de promocionar la creación poética, por el poemario Como florece el dafne en el invierno. 
Cuenta en su haber con los premios Cuentos en movimiento y el premio San Borondón del Centro de la Cultura Popular Canaria, por su defensa de la cultura y la identidad canaria.